# Золота Гора
Золота Гора́ (рос. Золотая Гора) — присілок у складі Орічівського району Кіровської області, Росія. Входить до складу Спас-Талицького сільського поселення.
Населення становить 1 особа (2010).